# Parlamento do Tojal
Parlamento do Tojal é a designação pela qual ficou conhecida a reunião de ambas as câmaras do Congresso da República realizada a 4 de março de 1915 nas salas de aula da escola do ensino primário que naquele tempo funcionava no Palácio da Mitra, no Tojal (Loures), a antiga quinta de veraneio dos Patriarcas de Lisboa. A reunião ocorreu em resultado dos deputados e senadores terem sido impedidos de entrar no Palácio de São Bento, por forças militares que cercavam o edifício. Reuniram primeiro os deputados (68, no total) e, a seguir, o Congresso da República (deputados e senadores, que perfaziam 90 congressistas) tendo Afonso Costa feito aprovar uma moção declarando o governo ditatorial de Pimenta de Castro como «fora de lei», atribuindo a responsabilidade política da situação ao Presidente da República, Manuel de Arriaga.